# Schenectady
Schenectady is een stad in het oosten van de staat New York in Verenigde Staten van Amerika. In 2000 telde de stad 61.821 inwoners. Schenectady was daarmee de op negen na grootste stad van de staat.

## Geschiedenis
De naam komt van Schau-naugh-ta-da ('achter de dennenbomen'), de naam die door de Mohawk indianen werd gegeven aan de eerste nederzetting van de witte kolonisator in het gebied, Fort Oranje. De oorspronkelijke Nederlandse spelling is Schoenectade. Deze nederzetting werd in 1662 gesticht door Arent van Corlaer afkomstig uit Nijkerk, die naar Amerika emigreerde met zijn neef Kiliaen van Rensselaer.
In de nacht van 8 op 9 februari 1690 werd het dorp aangevallen door een coalitie van Franse soldaten en inheemse mensen. De dorpelingen werden door de aanval verrast en vond er een bloedbad plaats in Schenectady.

## Plaatsen in de nabije omgeving
De onderstaande figuur toont nabijgelegen plaatsen in een straal van 12 km rond Schenectady.

## Partnerstad
- Nijkerk (Nederland)

## Geboren
- Robert Brown Potter (1829-1887), Noordelijke generaal tijdens de Amerikaanse Burgeroorlog en advocaat
- Sid Weiss (1914-1994), jazzcontrabassist
- Arnold Mindell (1940-2024), psychotherapeut en schrijver
- Mickey Rourke (1952), acteur
- Patricia Kalember (1957), actrice
- Ato Essandoh (1972), acteur
- Andrew Yang (1975), zakenman
- Trevor Marsicano (1989), langebaanschaatser